# John Little (warenhuis)
John Little was een warenhuisketen in Singapore. Het werd opgericht in 1845, waarmee het het oudste warenhuis in Singapore was. De John Little-keten werd in 1955 overgenomen door Robinson Co. Limited.

## Geschiedenis

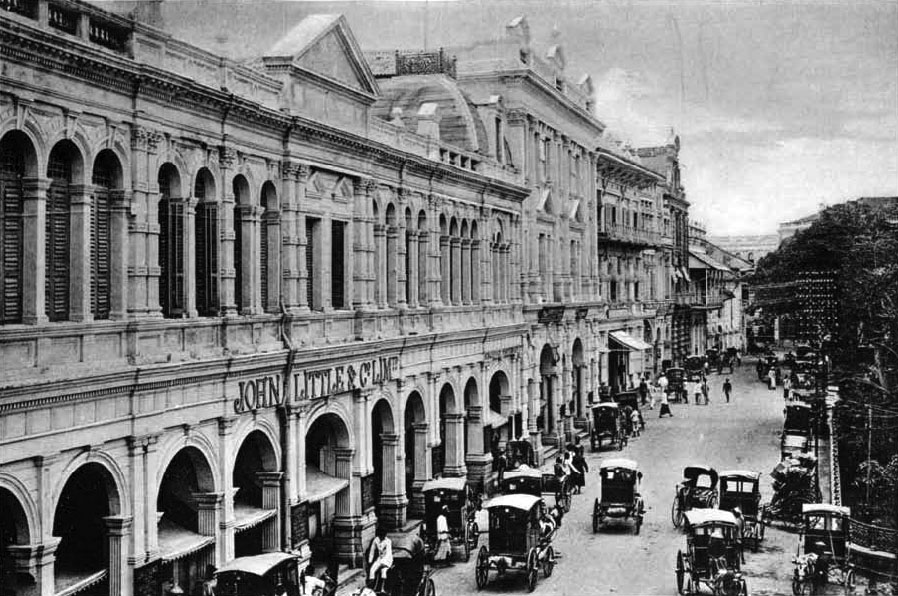
John Little & Co.'s warenhuis op Commercial Square, Singapore, ca. 1900

In 1842 werkte John Martin Little voor zijn oom Francis S. Martin, die een winkel begon op Commercial Square (nu Raffles Place). In 1845 verkocht Francis S. Martin zijn bedrijf aan Little en Cursetjee Frommurze om Little, Cursetjee & Co. te vormen. Cursetjee Frommurze was een bekende Parsi-handelaar.
Op 30 augustus 1845 begonnen Little en Frommurze hun bedrijf als veilingmeesters en commissionairs. Ze boden diensten aan, aan de detailhandel en veilden onroerend goed, zoals specerijenplantages en waardevolle meubels. Klanten konden kaartjes kopen voor toneelstukken, musicals en andere voorstellingen. Little, Cursetjee & Co. werd een populaire ontmoetingsplek voor de lokale bevolking en functioneerde als het toenmalige equivalent van een centrale kassa.
Op 30 juni 1853 beëindigden Little en Frommurze hun achtjarige partnerschap. Frommurze richtte Cursetjee & Co. op en huurde Philip Robinson in, die later Spicer & Robinson oprichtte, dat op zijn beurt Robinsons werd. Little richtte John Little & Co. op en Johns broer, Matthew Little, werd partner. De zaken werden op dezelfde voet en in dezelfde gebouwen voortgezet. In januari 1894 werd John Little & Co. Ltd in Londen geregistreerd door Harwood en Stephenson, met een kapitaal van £ 75.000 in aandelen van £ 20. 
Terwijl Singapore eind 19e eeuw groeide als handelshaven, breidde John Little in dezelfde periode uit. Naast de detailhandel exploiteerde John Little ook een autobedrijf, een motorgarage, een meubelmakerij, een café en een schoonheidssalon. De winkel was oorspronkelijk gevestigd op één verdieping aan Raffles Place en was inmiddels uitgebreid met een extra verdieping.
Begin 20e eeuw opende John Little ook vestigingen in Maleisië; er waren vestigingen in Kuala Lumpur (1914, vlak bij het huidige Market Square en Masjid Jamek), Penang (1926) en Ipoh (1929). Door het uitbreken van de Tweede Wereldoorlog en de daaropvolgende Japanse bezetting moesten deze filialen echter worden gesloten.
Nadat de Japanse bezetting van Singapore in 1945 eindigde, duurde het enige tijd voordat John Little zijn deuren weer opende, vanwege een gebrek aan mankracht en handelswaar. In juni 1946 hervatte John Little de activiteiten en boekte vervolgens zulke goede verkopen dat de winkel in 1948 een dividend van 20% uitkeerde aan zijn gewone aandeelhouders.
In 1955 werd John Little overgenomen door Robinsons. Op 29 augustus 1987 werd de winkel opnieuw gelanceerd onder de naam JL, met een nieuw logo, een nieuwe uitstraling en een nieuw assortiment. De hoofdvestiging verhuisde van Raffles Place naar verschillende locaties voordat deze naar het Specialists' Shopping Centre verhuisde, tot de sluiting in juli 2007.

## Sluiting van winkels
In 2015 kondigde Al-Futtaim, de eigenaar van Robinsons, aan dat de winkels JL's Marina Square en Tiong Bahru zouden worden gesloten vanwege een gebrek aan klandizie en renovatie. De winkel op Marina Square sloot op 26 april en Tiong Bahru Plaza sloot ook in augustus 2015. John Little sloot in augustus 2016 ook de Jurong Point-vestiging voor de overdracht aan BHG. Eind 2016 werd ook de laatste winkel in het Plaza Singapura gesloten.

De voormalige winkels waren:
- Marina Square: het grootste filiaal van John Little, geopend in juni 2007 en gesloten op 26 april 2015 (gesloten vanwege renovatiewerkzaamheden aan het gebouw);
- White Sands: de White Sands-winkel werd gesloten in juli 2007
- Tiong Bahru Plaza: de Tiong Bahru Plaza-winkel werd gesloten in augustus 2015 (gesloten vanwege renovatiewerkzaamheden aan het gebouw en slechte omzet)
- Jurong Point: de Jurong Point-winkel werd in augustus 2016 vervangen door BHG
- De hoofdvestiging in het Specialists' Shopping Centre langs Orchard Road sloot op 9 juli 2007. [1]
- Plaza Singapura: de Plaza Singapura-winkel gesloten op 2 januari 2017, vervangen door Muji.

## Pop-up winkel
In 2016 kondigde het bedrijf Robinsons aan dat ze een pop-upwinkel aan het merk John Little zouden wijden.